# Pearls Before Swine
För den tecknade serien, se Pärlor för svin (tecknad serie)
Pearls Before Swine var ett amerikanskt band som spelade psykedelisk folkmusik. Bandet skapades av Tom Rapp år 1965, i Melbourne, Florida. Bandet hade kontrakt med  skivbolaget ESP-Disk och spelade in One Nation Underground som sålde över 200 000 exemplar. På grund av manager- och kontraktsproblem, så blev dock albumet ingen större ekonomisk framgång, trots försäljningssuccén. Skivan följdes upp av antikrigsalbumet Balaklava (1968) och bandet fortsatte att släppa album och turnera till 1970-talet.  Rapp drog sig sedan tillbaka från musiken 1973 och blev advokat i västra Pennsylvania. 1997 framträdde han på nytt, på  musikfestivalen Terrastock i Providence, Rhode Island. Han framträdde där med sin sons band, Shy Camp. 1999 började han spela in musik igen, med albumet A Journal of the Plague Year.

## Medlemmar
- Tom Rapp – gitarr, sång (1965–1974, död 2018)
- Wayne Harley – autoharpa, banjo, mandolin, vibrafon, oscillator (1965–1969)
- Lane Lederer – basgitarr, gitarr, mässinginstrument, sång (1965–1968)
- Roger Crissinger – orgel, cembalo, synthesizer (1965–1967)
- Jim Bohannon – orgel, piano, clavinet, marimba (1968)
- Jim Fairs – gitarr, celesta (1969)
- Elisabeth Rapp – sång (1969–1972)
- Mike Krawitz – piano (1971)
- Gordon Hayes – basgitarr (1971)
- Jon Tooker – gitarr (1971, död 2008)
- Morrie Brown – basgitarr (1971)
- Robbie Merkin – piano (1971)
- David Wolfert – gitarr (1971)
- Art Ellis – flöjt (1971–1974, död 2017)
- Bill Rollins – basgitarr, cello (1971–1974)
- Harry Orlove – gitarr, banjo (1971–1974)

## Diskografi

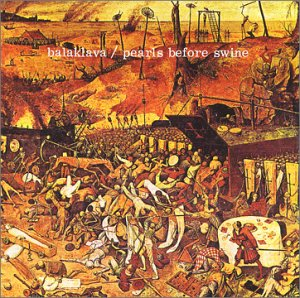
Albumcoveret på Balaklava från 1968.

### Studioalbum
- One Nation Underground (1967, ESP-Disk)
- Balaklava (1968, ESP-Disk)
- These Things Too (1969, Reprise)
- The Use of Ashes (1970, Reprise)
- City of Gold (1971, Reprise) ("Thos." (Tom) Rapp/ Pearls Before Swine)
- Beautiful Lies You Could Live In (1971, Reprise) (Tom Rapp / Pearls Before Swine)
- Familiar Songs (1972, Reprise) (Tom Rapp, soloalbum)
- Stardancer (1972, Blue Thumb) (Tom Rapp, soloalbum)
- Sunforest (1973, Blue Thumb) (Tom Rapp / Pearls Before Swine)
- A Journal Of The Plague Year  (1999, Woronzow) (Tom Rapp, soloalbum)

### Livealbum
- Live Pearls (inspelad 1971, utgiven 2008, WildCat Recording)

### Samlingsalbum
- Constructive Melancholy  (1999, Birdman)  (CD-samling med låtar släppta genom Reprise Records, 1969-72)
- Jewels Were The Stars  (2003, Water)  (4CD-box med de första fyra albumen på Reprise)
- The Wizard of Is  (2004, Water)  (2CD-samling från livespelningar, med mera)
- The Complete ESP-Disk Recordings (2005) (de två ESP-albumen på en CD)

### Singlar
- "Morning Song" / "Drop Out!" (1967, ESP-Disk)
- "I Saw The World" / "Images Of April" (1968, ESP-Disk)
- "These Things Too" / "If You Don't Want To" (1969, Reprise)
- "Suzanne" / "There Was a Man" (1969, Reprise)
- "The Jeweller" / "Rocket Man" (1970, Reprise)
- "Marshall" / "Why Should I Care?" (1972, Blue Thumb)